# Österrikes Grand Prix 2021
Österrikes Grand Prix 2021, officiellt Formula 1 BWT Grosser Preis Von Österreich 2021, var ett Formel 1-lopp som kördes den 4 juli 2021 på Red Bull Ring i Spielberg i Österrike. Loppet var det nionde loppet ingående i Formel 1-säsongen 2021 och kördes över 71 varv.

## Ställning innan loppet
| Pos. | Förare          | Poäng |
| ---- | --------------- | ----- |
| 1    | Max Verstappen  | 156   |
| 2    | Lewis Hamilton  | 138   |
| 3    | Sergio Pérez    | 96    |
| 4    | Lando Norris    | 86    |
| 5    | Valtteri Bottas | 74    |

| Pos. | Konstruktör       | Poäng |
| ---- | ----------------- | ----- |
| 1    | Red Bull-Honda    | 252   |
| 2    | Mercedes          | 212   |
| 3    | McLaren-Mercedes  | 120   |
| 4    | Ferrari           | 108   |
| 5    | Alpha Tauri-Honda | 46    |

- Notering: Endast de fem bästa placeringarna i vardera mästerskap finns med på listorna.

## Kvalet
Kvalet ägde rum den 3 juli 2021 med start klockan 15:00 lokal tid.
Max Verstappen för Red Bull tog pole position följt av McLarens Lando Norris på andraplats följt av Verstappens stallkamrat Sergio Pérez på tredjeplats.
| Pos.                    | Nr. | Förare             | Konstruktör               | Kvaltider | Kvaltider | Kvaltider | Start- grid |
| Pos.                    | Nr. | Förare             | Konstruktör               | Q1        | Q2        | Q3        | Start- grid |
| ----------------------- | --- | ------------------ | ------------------------- | --------- | --------- | --------- | ----------- |
| 1                       | 33  | Max Verstappen     | Red Bull-Honda            | 1:04,249  | 1:03,927  | 1:03,720  | 1           |
| 2                       | 4   | Lando Norris       | McLaren-Mercedes          | 1:04,345  | 1:04,415  | 1:03,768  | 2           |
| 3                       | 11  | Sergio Pérez       | Red Bull-Honda            | 1:04,833  | 1:04,483  | 1:03,990  | 3           |
| 4                       | 44  | Lewis Hamilton     | Mercedes                  | 1:04,506  | 1:04,258  | 1:04,014  | 4           |
| 5                       | 77  | Valtteri Bottas    | Mercedes                  | 1:04,563  | 1:04,376  | 1:04,049  | 5           |
| 6                       | 10  | Pierre Gasly       | Alpha Tauri-Honda         | 1:04,841  | 1:04,412  | 1:04,107  | 6           |
| 7                       | 22  | Yuki Tsunoda       | Alpha Tauri-Honda         | 1:04,967  | 1:04,518  | 1:04,273  | 7           |
| 8                       | 5   | Sebastian Vettel   | Aston Martin-BWT Mercedes | 1:04,846  | 1:04,493  | 1:04,570  | 111         |
| 9                       | 63  | George Russell     | Williams-Mercedes         | 1:04,907  | 1:04,553  | 1:04,591  | 8           |
| 10                      | 18  | Lance Stroll       | Aston Martin-BWT Mercedes | 1:04,927  | 1:04,547  | 1:04,618  | 9           |
| 11                      | 55  | Carlos Sainz, Jr.  | Ferrari                   | 1:04,596  | 1:04,559  | N/A       | 10          |
| 12                      | 16  | Charles Leclerc    | Ferrari                   | 1:04,906  | 1:04,600  | N/A       | 12          |
| 13                      | 3   | Daniel Ricciardo   | McLaren-Mercedes          | 1:04,977  | 1:04,719  | N/A       | 13          |
| 14                      | 14  | Fernando Alonso    | Alpine-Renault            | 1:04,472  | 1:04,856  | N/A       | 14          |
| 15                      | 99  | Antonio Giovinazzi | Alfa Romeo-Ferrari        | 1:04,782  | 1:05,083  | N/A       | 15          |
| 16                      | 7   | Kimi Räikkönen     | Alfa Romeo-Ferrari        | 1:05,009  | N/A       | N/A       | 16          |
| 17                      | 31  | Esteban Ocon       | Alpine-Renault            | 1:05,051  | N/A       | N/A       | 17          |
| 18                      | 6   | Nicholas Latifi    | Williams-Mercedes         | 1:05,195  | N/A       | N/A       | 18          |
| 19                      | 47  | Mick Schumacher    | Haas-Ferrari              | 1:05,427  | N/A       | N/A       | 19          |
| 20                      | 9   | Nikita Mazepin     | Haas-Ferrari              | 1:05,951  | N/A       | N/A       | 20          |
| 107 %-gränsen: 1:08,746 |     |                    |                           |           |           |           |             |
| Källor:                 |     |                    |                           |           |           |           |             |

- ^1  – Sebastian Vettel straffades med att flyttas ner tre startpositioner efter att ha blockerat Fernando Alonso mellan den nionde och tionde kurvan.[4]

## Loppet
| Pos.                                                                 | Nr. | Förare             | Konstruktör               | Varv | Tid/Bröt    | Grid | Poäng |
| -------------------------------------------------------------------- | --- | ------------------ | ------------------------- | ---- | ----------- | ---- | ----- |
| 1                                                                    | 33  | Max Verstappen     | Red Bull-Honda            | 71   | 1:23:54,543 | 1    | 261   |
| 2                                                                    | 77  | Valtteri Bottas    | Mercedes                  | 71   | +17,973     | 5    | 18    |
| 3                                                                    | 4   | Lando Norris       | McLaren-Mercedes          | 71   | +20,019     | 2    | 15    |
| 4                                                                    | 44  | Lewis Hamilton     | Mercedes                  | 71   | +46,452     | 4    | 12    |
| 5                                                                    | 55  | Carlos Sainz, Jr.  | Ferrari                   | 71   | +57,144     | 10   | 10    |
| 6                                                                    | 3   | Daniel Ricciardo   | McLaren-Mercedes          | 71   | +57,915     | 13   | 8     |
| 7                                                                    | 16  | Charles Leclerc    | Ferrari                   | 71   | +1:00,395   | 12   | 6     |
| 8                                                                    | 11  | Sergio Pérez       | Red Bull-Honda            | 71   | +1:01,195   | 3    | 4     |
| 9                                                                    | 10  | Pierre Gasly       | Alpha Tauri-Honda         | 71   | +1:01.844   | 6    | 2     |
| 10                                                                   | 14  | Fernando Alonso    | Alpine-Renault            | 70   | +1 varv     | 14   | 1     |
| 11                                                                   | 63  | George Russell     | Williams-Mercedes         | 70   | +1 varv     | 8    |       |
| 12                                                                   | 22  | Yuki Tsunoda       | Alpha Tauri-Honda         | 70   | +1 varv     | 7    |       |
| 13                                                                   | 18  | Lance Stroll       | Aston Martin-BWT Mercedes | 70   | +1 varv     | 9    |       |
| 14                                                                   | 99  | Antonio Giovinazzi | Alfa Romeo-Ferrari        | 70   | +1 varv     | 15   |       |
| 15                                                                   | 6   | Nicholas Latifi    | Williams-Mercedes         | 70   | +1 varv     | 18   |       |
| 162                                                                  | 5   | Sebastian Vettel   | Aston Martin-BWT Mercedes | 70   | +1 varv     | 11   |       |
| 172                                                                  | 7   | Kimi Räikkönen     | Alfa Romeo-Ferrari        | 70   | +1 varv     | 16   |       |
| 18                                                                   | 47  | Mick Schumacher    | Haas-Ferrari              | 69   | +2 varv     | 19   |       |
| 19                                                                   | 9   | Nikita Mazepin     | Haas-Ferrari              | 69   | +2 varv     | 20   |       |
| RET                                                                  | 31  | Esteban Ocon       | Alpine-Renault            | 1    | Kollision   | 17   |       |
| Snabbaste varvet: Max Verstappen, Red Bull-Honda, 1:06,200 (varv 62) |     |                    |                           |      |             |      |       |
| Källor:                                                              |     |                    |                           |      |             |      |       |

Noter
- ^1  – Inkluderar en extra poäng för snabbaste varv.
- ^2  – Kimi Räikkönen kolliderade med Sebastian Vettel i det sista varvet men räknas ändå som att de körde färdigt loppet. Anledningen till att de ligger före Haas-förarna är för att de låg ett helt varv framför.

## Ställning efter loppet
| Pos. | Förare          | Poäng |
| ---- | --------------- | ----- |
| 1    | Max Verstappen  | 182   |
| 2    | Lewis Hamilton  | 150   |
| 3    | Sergio Pérez    | 104   |
| 4    | Lando Norris    | 101   |
| 5    | Valtteri Bottas | 92    |

| Pos. | Konstruktör       | Poäng |
| ---- | ----------------- | ----- |
| 1    | Red Bull-Honda    | 286   |
| 2    | Mercedes          | 242   |
| 3    | McLaren-Mercedes  | 141   |
| 4    | Ferrari           | 122   |
| 5    | Alpha Tauri-Honda | 48    |

- Notering: Endast de fem bästa placeringarna i vardera mästerskap finns med på listorna.